# آلفرد سوئیفت
آلفرد سوئیفت (انگلیسی: Alfred Swift; ۲۵ ژوئن ۱۹۳۱ – ۱۳ آوریل ۲۰۰۹) دوچرخه‌سوار اهل آفریقای جنوبی بود.
وی در مسابقات کشوری و بین‌المللی در مجموع برندهٔ ۱ مدال طلا، ۱ مدال نقره، ۱ مدال برنز شده‌است.